# San Pedro Isla
San Pedro Isla är en ort i Mexiko.   Den ligger i kommunen Las Choapas och delstaten Veracruz, i den sydöstra delen av landet, 600 km öster om huvudstaden Mexico City. San Pedro Isla ligger 12 meter över havet och antalet invånare är 194.
Terrängen runt San Pedro Isla är platt. Runt San Pedro Isla är det ganska glesbefolkat, med 31 invånare per kvadratkilometer. Närmaste större samhälle är Las Choapas, 19,7 km nordväst om San Pedro Isla. Omgivningarna runt San Pedro Isla är en mosaik av jordbruksmark och naturlig växtlighet.